# نوودون
نوودون (به لاتین: Nöydün یا Növdün) یک منطقه مسکونی در جمهوری آذربایجان است که در شهرستان قوبا واقع شده‌است. نوودون ۳۰۰ نفر جمعیت دارد.

## ریشه واژه
نوو یا نو در زبان تاتی قفقاز مانند زبان فارسی به‌معنی نو و تازه است و دان یا دون به‌معنی محل توقف یا محل برپایی اردو و اردوگاه است و نوودون یعنی محل توقف نو یا اردوگاه نو.